# Wilanowo-Leśniczówka
Wilanowo-Leśniczówka – osada leśna w województwie warmińsko-mazurskim, w powiecie braniewskim, w gminie Frombork.  Osada znajduje się w historycznym regionie Warmia.
W latach 1975–1998 miejscowość należała administracyjnie do województwa elbląskiego.